# Somatická senzorická vlákna

Schéma ukazuje strukturu typického míšního nervu.
1. Somatický eferentní.
2. Somatický aferentní.
3,4,5. Sympatický eferentní.
6,7. Sympatický aferentní.

Somatická senzorická vlákna nebo také obecná somatická aferentní vlákna jsou aferentní vlákna pocházející z buněk v míšních gangliích, která se nacházejí ve všech míšních nervech s výjimkou prvního krčního nervu a které vedou vzruchy bolesti, dotyku a teploty z povrchu těla přes hřbetní kořeny do míchy a impulsy ze svalů, šlach a kloubů a z hlubších struktur.